# Anne Linnet Band
Anne Linnet Band er et dansk poprock-band dannet i 1979, med de tre sangerinder Anne Linnet, Sanne Salomonsen og Lis Sørensen. Linnet og Sørensen kendte hinanden fra deres tidligere arbejde i Shit & Chanel. Anne Linnet Bands første koncert var den 27. marts 1980 på Skråen i Aalborg. Turnéen afsluttede den 12. april i Jazzhus Montmartre. Den efterfølgende turné begyndte i december 1980 i Tyskland, og involverede koncert på Reeperbahn. Anne Linnets senere band Marquis de Sade tog noget inspiration fra denne turné ved Hamborgs red-light district.
I 1981 blev Anne Linnet Bands første album, blot betitlet Anne Linnet Band, udgivet og det blev en kommerciel succes, certificeret for salgstal på 100.000 eksemplarer i 1982. I 1982 udgav de deres andet album, Cha Cha Cha. Bandet havde et populært hit med nummeret "Det er ikke det du siger", sunget af Sanne Salomonsen.
I 2018 annoncerede de, at de ville tage på arenaturne i 2019.

## Diskografi

### Albummer
- Anne Linnet Band (CBS Records, 1981)
- Cha Cha Cha (CBS Records, 1982)

### Singler
- Måne, sol & stjerner / Det er ikke det du siger (CBS Records, 1981)
- Cha Cha Cha (CBS Records, 1982)